# 카를스바트 결의
카를스바트 결의(독일어: Die Karlsbader Beschlüsse,영어: Carlsbad Decrees)는 1819년 9월 20일, 극작가 아우구스트 폰 코체부의 암살 사건을 계기로, 빈 체제를 주도하고 있던 오스트리아의 재상 클레멘스 폰 메테르니히가 주도하여 독일 연방에서 통과시킨 결의안이다. 당시 오스트리아 제국의 카를스바트(Carlsbad, 현 체코의 카를로비바리(Karlovy Vary))에서 열린 회합에서 채택되었다. 주요 내용은 급진주의자들의 취업제한, 학생회(Burschenschaften) 및 체육협회의 해산, 대학에 감시자의 파견, 엄격한 출판물 검열 등으로 빈 체제에 반대 음모에 대한 탄압을 결의하였다. 그 결과의 하나로 훔볼트는 축출당했다.